# Lothar Hause
Lothar Hause (Lübbenau, 22 oktober 1955) is een voormalig voetballer uit de DDR, die speelde als verdediger. Hij kwam zijn gehele carrière uit voor ASK Vorwärts Berlin, dat later Frankfurter FC Viktoria 91 ging heten. Hause maakte deel uit van het voetbalelftal van de Duitse Democratische Republiek dat de zilveren medaille won bij de Olympische Spelen van 1980 in Moskou.

## Interlandcarrière
Hause kwam in totaal negen keer uit voor het Oost-Duits voetbalelftal in de periode 1978 – 1982. Hij maakte zijn debuut op 6 september 1978 in de vriendschappelijke thuiswedstrijd tegen Tsjechoslowakije (2-1), net als aanvaller Dieter Kühn. Hij vormde in dat duel een verdediging met Hans-Jürgen Dörner, Konrad Weise en Gerhard Weber. Zijn eerste en enige interlandtreffer maakte hij op 14 april 1982 in de vriendschappelijke thuiswedstrijd tegen Italië (1-0), toen hij in de 20ste minuut de score opende voor de DDR.